# Cừu Manchega
Cừu Manchega (tiếng Tây Ban Nha: Cordero Manchego) là một giống cừu có nguồn gốc từ Tây Ban Nha, giống cừu này là một PGI (bảo vệ chỉ dẫn địa lý) của Tây Ban Nha dành cho sản phẩm thịt cừu Manchego. Các thịt từ cừu Cordero Manchego đến độc quyền từ gia súc cừu dòng Manchego, bất kể giới tính toàn bộ con đực và con cái. Chúng còn cho ra loại phomai nổi tiếng là Manchego là bánh phô mai được làm bằng sữa trừu thuộc giống Manchega và làm tại vùng La Mancha.

## Thịt cừu

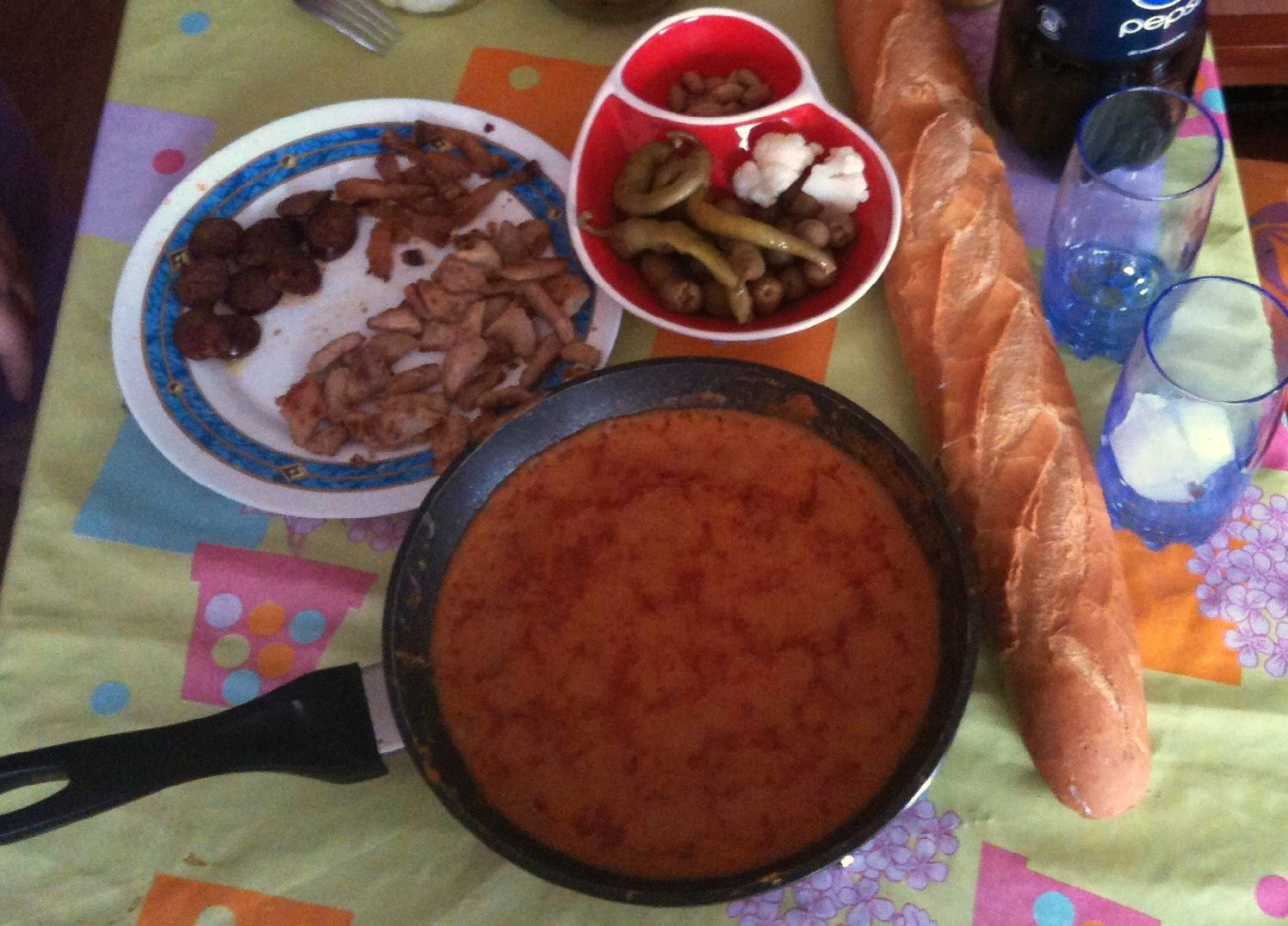
Thịt cừu Manchega

Để có được những miếng thịt cừu con nhất, cừu Manchego khi còn bú phải được thực hiện trong sự nuôi nấng đặc biệt và thời gian tối thiểu cho con non bú là ba mươi ngày. Trong trường hợp khác là ba mươi ngày và trong sản xuất độc quyền của thịt cho đến thời điểm giết mổ. Một thời gian ngắn sau khi sinh sẽ cung cấp thức ăn đặc biệt cho phép thích nghi của động vật cho ăn động vật nhai lại mới, làm giảm sự căng thẳng của việc cai sữa. Để giết mổ cừu nuôi hoàn toàn vào thức ăn tự nhiên từ tinh và rơm ngũ cốc.
Sử dụng 4 khẩu phần ăn khác nhau cho cừu đực cừu Manchega – Tây Ban Nha bao gồm BO (mạch không lên men), BM (mạch có lên men), CO (ngô không lên men), CM (ngô có lên men) cho thấy số lượng thức ăn ăn vào (kg DM/ngày). Lượng thức ăn ăn vào kg/DM/ngày cao hơn so với khẩu phần ăn cỏ voi và thức ăn tinh. Sử dụng malate làm tăng lactate trong dạ cỏ, ngoài cung cấp năng lượng, latale là chất dẫn truyền làm giảm acidocis trong dạ cỏ và lactate tập trung trong máu, cho nên bổ sung malate làm nồng độ lactac trong huyết tương ảnh hưởng đến thức ăn ngũ cốc, bổ sung mantale với lúa mạch và ngô là có ý nghĩa.
Các con chiên phải bị giết mổ trước khi ba mươi lăm ngày kể từ ngày sinh ra trong trường hợp bú và từ 60 đến 90 ngày trong trường hợp của Cordero Manchego Recental. Trọng lượng của thịt lạnh bắt buộc, phải từ 10 đến 15 kg cho Recental và 4,5–7 kg cho cừu con còn bú, sau giai đoạn của oreo. Khúc thịt phải hoàn toàn không va đập, bầm tím hoặc máu tụ, không có bất thường bẩm sinh hay dị tật khác, không có thuốc nhuộm vàng da (vàng) và bị chảy máu. Các màu sắc của thịt có màu hồng nhạt hoặc màu hồng, dùng như một tiêu chí mô hình phân loại tiêu chuẩn châu Âu, nó phải có một vị dịu thịt, thịt ướt và mềm mại, không mất hương vị. Thịt có một mức độ đầu của chất béo bắp cung cấp cho nó một thớ vân thịt đặc biệt.

## Sản phẩm

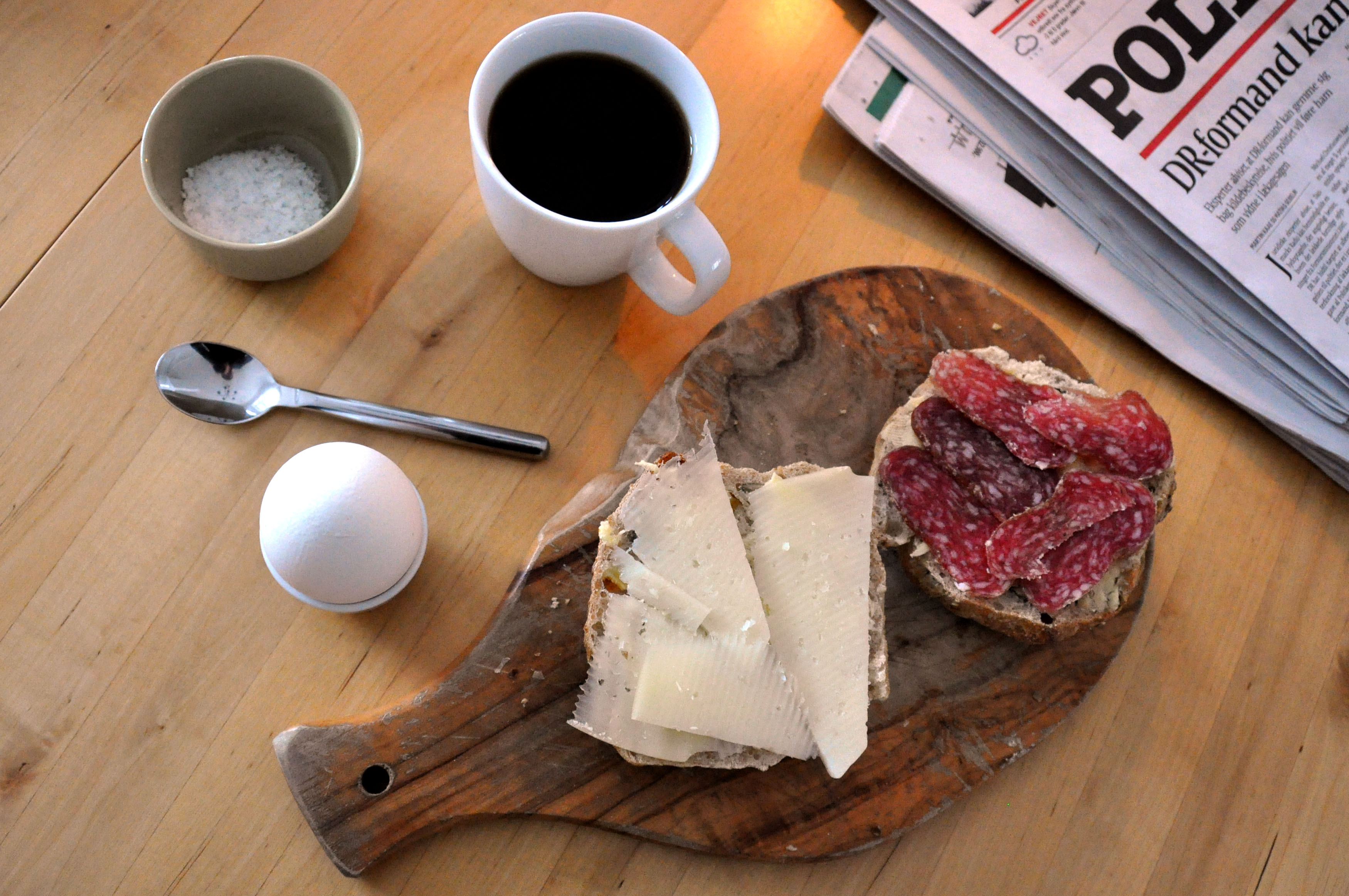
Một sản phẩm phomat của cừu Machego

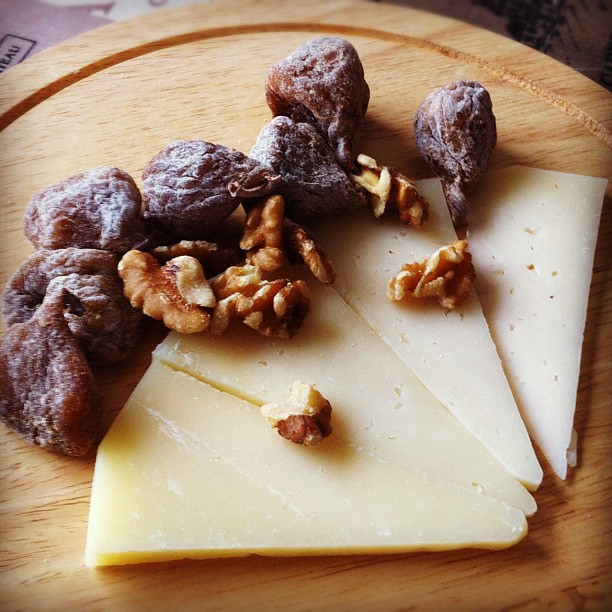

Giống cừu này cho ra Manchego là một loại phô mai làm bằng sữa trừu thuộc khu vực La Mancha, nằm giữa Tây Ban Nha. Đây là một loại phô mai cứng và bên trong phô mai thường có những lỗ bọt không khí nhỏ đủ cỡ. Tùy thuộc theo mùa hay nơi làm, nên phô mai có màu trắng cho tới ngã qua màu ngà vàng. Vỏ sáp bên ngoài là không ăn được và có từ màu vàng ngã qua màu hơi nâu. Loại phô mai này ăn rất béo.
Chúng gồm: Fresco, là phô mai tươi, chỉ ủ 2 tuần, sản xuất với số lượng ít, nên khó có thể tìm thấy ở thị trường ngoài nước. Semicurado, lúc này phô mai chỉ hơi cứng, và được ủ từ thời gian 3 tuần cho tới 3 tháng. Curado, hơi cứng thêm một chút và ủ từ 3 đến 6 tháng, lúc này vị béo của phô mai chuyển sang giống vị béo của hạnh nhân. Viejo, có nghĩa là lâu năm, được ủ cả năm cho tới nhiều lắm là 2 năm. Phô mai lúc này sẽ cứng và khô. 

## Chăn nuôi
Chúng có tính bầy đàn cao nên dễ quản lý, chúng thường đi kiếm ăn theo đàn nên việc chăm sóc và quản lý rất thuận lợi. Chúng cũng là loài dễ nuôi, mau lớn, ít tốn công chăm sóc. So với chăn nuôi bò thì chúng là vật nuôi dễ tính hơn, thức ăn của chúng rất đa dạng, thức ăn của chúng là những loại không cạnh tranh với lương thực của người. Chúng là động vật có vú ăn rất nhiều cỏ. Hầu hết chúng gặm cỏ và ăn các loại cỏ khô khác, tránh các phần thực vật có gỗ nhiều. Chúng có chế độ hoạt động ban ngày, ăn từ sáng đến tối, thỉnh thoảng dừng lại để nghỉ ngơi và nhai lại. Đồng cỏ lý tưởng cho chúng như cỏ và cây họ Đậu. Khác với thức ăn gia súc, thức ăn chính của chúng trong mùa đông là cỏ khô.
Chúng là loài ăn tạp, có thể ăn được nhiều loại thức ăn bao gồm thức ăn thô xanh các loại như: rơm cỏ tươi, khô, rau, củ quả bầu bí các loại, phế phụ phẩm công nông nghiệp và các loại thức ăn tinh bổ sung như cám gạo ngũ cốc. Mỗi ngày chúng có thể ăn được một lượng thức ăn 15-20% thể trọng. Chúng cần một lượng thức ăn tính theo vật chất khô bằng 3,5% thể trọng. Với nhu cầu 65% vật chất khô từ thức ăn thô xanh (0,91 kg) và 35% vật chất khô từ thức ăn tinh (0,49 kg). Khi cho chúng ăn loại thức ăn thô xanh chứa 20% vật chất khô và thức ăn tinh chứa 90% vật chất khô.
Nguồn nước uống là nhu cầu cơ bản của chúng. Lượng nước cần cho chúng biến động theo mùa và loại và chất lượng thực phẩm mà chúng tiêu thụ. Khi chúng ăn nhiều trong các tháng đầu tiên và có mưa (kể cả sương, khi chúng ăn vào sáng sớm), chúng cần ít nước hơn. Khi chúng ăn nhiều cỏ khô thì chúng cần nhiều nước. Chúng cũng cần uống nước sạch, và có thể không uống nếu nước có tảo hoặc chất cặn. Trong một số khẩu phần ăn của chúng cũng bao gồm các khoáng chất, hoặc trộn với lượng ít.

## Chăm sóc
Sau khi cho phối giống 16-17 ngày mà không có biểu hiện động dục lại là có thể cừu đã có chửa, Căn cứ vào ngày phối giống để chuẩn bị đỡ đẻ cho cừu (thời gian mang thai của cừu 146-150 ngày) nhằm hạn chế cừu sơ sinh bị chết; Có thể bồi dưỡng thêm thức ăn tinh và rau cỏ non cho cừu có chửa nhưng tuyệt đối tránh thức ăn hôi mốc; Khi có dấu hiệu sắp đẻ (bầu vú căng, xuống sữa, sụt mông, âm hộ sưng to, dịch nhờn chảy ra, cào bới sàn…) nên nhốt ở chuồng riêng có lót ổ rơm và chăn dắt gần, tránh đồi dốc.
Thông thường cừu mẹ nằm đẻ nhưng cũng có trường hợp đứng đẻ, tốt nhất nên chuẩn bị đỡ đẻ cho cừu; Sau khi đẻ cừu mẹ tự liếm cho con. Tuy nhiên, vẫn phải lấy khăn sạch lau khô cho cừu con, nhất là ở miệng và mũi cho cừu con dễ thở. Lấy chỉ sạch buộc cuống rốn (cách rốn 4–5 cm), cắt cuống rốn cho cừu con và dùng cồn Iod để sát trùng; Giúp cừu con sơ sinh đứng dậy bú sữa đầu càng sớm càng tốt (vì trong sữa đầu có nhiều kháng thể tự nhiên); Đẻ xong cho cừu mẹ uống nước thoải mái (có pha đường 1% hoặc muối 0.5%).
Cừu con trong 10 ngày đầu sau khi đẻ cừu con bú sữa mẹ tự do; Từ 11-21 ngày tuổi cừu con bú mẹ 3 lần/ngày, nên tập cho cừu con ăn thêm thức ăn tinh và cỏ non, ngon; 80-90 ngày tuổi có thể cai sữa. Giai đoạn này phải có cỏ tươi non, ngon cho cừu con để kích thích bộ máy tiêu hóa phát triển (đặc biệt là dạ cỏ) và bù đắp lượng dinh dưỡng thiếu hụt do sữa mẹ cung cấp không đủ; Cừu sinh trưởng và phát triển nhanh, mạnh ở giai đoạn này.